# Weißstreifiger Distelbock
Der Weißstreifige Distelbock (Agapanthia cardui, Syn.: Agapanthia pannonica) ist ein Käfer aus der Familie der Bockkäfer und der Unterfamilie Lamiinae. Zur Unterscheidung von größeren verwandten Arten wird er auch Kleiner Distelbock genannt. Die Art findet man in Mitteleuropa nur an besonders warmen Stellen. Sie wird  in der Roten Liste gefährdeter Arten Deutschlands, sowie in Bayern, Nordrhein-Westfalen und Thüringen unter der Kategorie 2 (stark gefährdet) geführt. In Rheinland-Pfalz wird die Art als gefährdet eingestuft.

## Bemerkungen zum Namen und zur Systematik
Die Art wurde erstmals 1767 von Linnés  in der Gattung Cerambyx unter der Nummer 56 als Cerambyx cardui aufgeführt. Nach der kurzen Beschreibung fährt Linné fort: habitat in Carduis Europae australioris (lat wohnt im südlichen Europa auf Disteln), wodurch sich der Artname cardui und der Name "Distelbock" erklärt. Die Art wurde später in die Gattung Agapanthia (von altgr. αγαπάω agapáo, ich liebe und άνθος ánthos, Blüte) gestellt. Diese Gattung ist weltweit mit neun Untergattungen, in Europa mit 22 Arten vertreten. Der Namensteil "Weißstreifig" bezieht sich auf einen Streifen mit weißer Behaarung entlang der Flügeldeckennaht. 

## Merkmale des Käfers
Der Käfer erreicht eine Körperlänge von sieben bis 13 Millimeter. Der Körper ist in etwa walzenförmig, dunkel bis schwarz und leicht metallisch glänzend. Er ist größtenteils locker lang schwarz behaart und in Streifen mit sehr kurzen weißen bis weißlichgelben Haaren (Toment) besetzt (Abb. 5).
Der Kopf ist senkrecht zur Körperachse nach unten geneigt. Die Mundwerkzeuge zeigen nach unten, das letzte Glied der Kiefertaster ist spindelförmig zugespitzt und nicht schräg abgestutzt (Abb. 4). Die Fühler sind wie bei der Mehrheit der Bockkäfer dünn und lang, in beiden Geschlechtern überragen sie das Hinterende der Flügeldecken. Im Gegensatz zur Mehrzahl der Bockkäferarten sind die Fühler nicht elfgliedrig, sondern zwölfgliedrig. Das erste Fühlerglied ist lang und keulenförmig, und ohne mondsichelförmige Abflachung am Ende (Abb. 4). Das zweite Fühlerglied ist wie bei den meisten Bockkäfern sehr kurz. Die folgenden Fühlerglieder sind auf der Unterseite mit langen Wimperhaaren besetzt (in Abb. 1 bei Vergrößerung gut sichtbar). Außerdem sind ab dem dritten Glied das Ende der Fühlerglieder dunkel, die Basis heller, sodass die Fühler mehr oder weniger deutlich geringelt erscheinen. Nach außen werden die Fühlerglieder zunehmend schmaler und kürzer. Die nierenförmigen Facettenaugen umfassen die Fühlerbasis von hinten (in Abb. 5 ist ihr Innenrand noch oberhalb der Fühler hinter diesen erkennbar). 
Der Halsschild ist wenig länger als breit und mit langen Haaren besetzt. Am Vorderrand ist er so breit wie der Hinterrand des Kopfes, nach hinten wird er kaum breiter und am Hinterrand ist deutlich schmäler als die Flügeldecken. Der lockerer Mittelstreifen aus weißem bis ockergelbem Toment setzt sich auf dem Kopf und auf dem Hinterleib fort. Auf jeder Seite des Halsschildes befindet sich ein gleichfarbiger, teils undeutlicher Längsstreifen, der jedoch nur von der Seite sichtbar wird (Taxobild und Abb. 2).
Die Flügeldecken sind sehr dunkel und mit einem leichten Bleiglanz oder auch einem grünlichen Metallschimmer. Sie verjüngen sich nach hinten, was aber von oben nicht unbedingt sichtbar ist. Jede Flügeldecke endet mehr oder weniger zugespitzt. Die Flügeldeckennaht und das Schildchen erscheinen wegen der Tomentierung weiß. Dieser Tatsache verdankt die Art den Namensteil "weißstreifig". 
Die Beine sind ziemlich kurz. Die fünfgliedrigen Tarsen erscheinen viergliedrig (pseudotetramer), da das vierte Glied sehr klein und zwischen den Lappen des dritten Gliedes versteckt ist.
| Abb. 1: Oberseite Abb. 2: Seitenansicht Abb. 3: Unterseite | Abb. 4: Kopf Abb. 5: Ausschnitt Flügeldecke |

## Biologie
Die wärmeliebende Art kommt in Mitteleuropa nur an trockenen Wärmestellen vor, beispielsweise in Weinbergen und Steinbrüchen oder auf Halbtrockenrasen. Man findet die Imagines vor allem auf Disteln, aber auch auf einer Vielzahl anderer Blüten. 
Die Larve entwickelt sich in einer Vielzahl von krautigen Pflanzen, insbesondere Ringdisteln und Kratzdisteln. Für die Entwicklung braucht sie ein Jahr. Der adulte Käfer erscheint im späten Frühjahr. Er ist häufig auf Disteln anzutreffen.

## Verbreitung
Die Art ist nicht nur in weiten Teilen Europas verbreitet, sondern sein Verbreitungsgebiet zieht sich von Spanien bis rund um das Schwarze Meer und bis in den Iran hin. Außerdem sind Funde aus Nordafrika bekannt. Im Norden fehlt der Käfer in Großbritannien, den Niederlanden, Dänemark, Schweden, Norwegen und Finnland, sowie den Ländern des Baltikums.